# 小行星6591
小行星6591（英語：6591 Sabinin）是一颗围绕太阳公转的小行星。1986年9月7日，柳德米拉·切爾尼赫在克里米亚发现了此天体。
这颗小行星的绝对星等为71.35755571363799等。